# Ouattagouna
Ouattagouna is een gemeente (commune) in de regio Gao in Mali. De gemeente telt 30.300 inwoners (2009).
De gemeente bestaat uit de volgende plaatsen:
- Banganabé II
- Bintia
- Boubacar EGGA
- De Frag Frag
- Efrag Efrag
- Fafa
- Ibadratane II
- Kamoga
- Karou
- Kel Arokass
- Kel Eguef
- Kel Egit
- Kel Gueguelène
- Kel Sougane
- Kel Tamadast
- Labbézanga
- Mellegesène
- Ouattagouna
- Peuhl Ixanane
- Peuhls Gouloubé I
- Peuhls Gouloubé II